# Bill Couturié
William „Bill“ D. Couturié (* 27. Juni 1950) ist ein US-amerikanischer Dokumentarfilmer (Regisseur, Produzent, Drehbuchautor) und Oscar-Preisträger.

## Leben
Couturié begann sich seit den 1970er Jahren für sozialrelevante Themen zu interessieren, die sich mit US-amerikanischen Befindlichkeiten befassten. Noch keine 30 Jahre alt, startete Couturié seine Arbeit als Produzent, beginnend mit einer kurzen Apocalypse-Now-Spielfilmparodie namens Porklips Now. Dann aber konzentrierte er sich auf seriöse Dokumentarfilmstoffe und betätigte sich recht bald auch als Regisseur und Drehbuchautor. Die Vietnamkriegs-Problematik und die Folgen auf die Seelenzustände und Emotionen amerikanischer Soldaten im Kriegseinsatz (drei sogenannte Letters-Filme) durchleuchteten Couturié-Produktionen und -Inszenierungen immer wieder. Er beschäftigte sich mit seinen Arbeiten aber auch mit dem Farmsterben im ländlichen Amerika oder der (damals) neuen Volksseuche AIDS sowie mit softeren Themen wie die Rezeptur für einen erfolgreichen Hollywoodfilm (Boffo! Tinseltown’s Bombs and Blockbusters) und das Leben John F. Kennedys anhand von Briefen an seine Gattin Jacqueline (Letters to Jackie: Remembering President Kennedy). 1982 produzierte Bill Couturié auch einen Animations-Unterhaltungsfilm (John Kortys Twice Upon a Time), 1995 führte er auch bei einem klassischen Unterhaltungsfilm Regie; mit einem Schimpansen in der Hauptrolle (Ed – Die affenstarke Sportskanone).

## Auszeichnungen und Nominierungen
Bill Couturié erhielt eine Fülle von Film- und Fernsehpreisen. Für den von ihm und Robert Epstein 1989 produzierten Film Common Threads: Stories from the Quilt über ein Gedenkprojekt zur Erinnerung an AIDS-Toten (das NAMES Project AIDS Memorial Quilt) erhielten beide Männer 1990 den Oscar für den besten abendfüllenden Dokumentarfilm. Ein weiteres Gedenkprojekt, der von Couturié inszenierte 19-Minüter Memorial: Letters from American Soldiers, diesmal über US-Soldaten im Auslandseinsatz bei fünf Kriegen, brachte seinem Macher 1992 eine weitere Oscar-Nominierung ein, diesmal in der Sparte Bester Kurzdokumentarfilm. Weitere Preise waren drei Primetime Emmys, die Couturié 1988 (für Dear America – Briefe aus Vietnam), 1993 (für Earth and the American Dream) und 2002 (für The West Wing Documentary Special) in Empfang nehmen konnte. Darüber hinaus wurde er mit zwei CableACE Awards (für Dear America – Briefe aus Vietnam und Earth and the American Dream), einem IDA Award (erneut für Dear America – Briefe aus Vietnam), einem „News and Documentary“-Emmy (für Vietnam Requiem) und auf dem Sundance Film Festival mit dem speziellen Jurypreis (ein weiteres Mal für Dear America – Briefe aus Vietnam) ausgezeichnet.

## Filmografie
Lange und kurze Dokumentarfilme, wenn nicht anders angegeben:
- 1980: Can’t It Be Anyone Else (Produktion)
- 1980: Porklips Now (Produktion, Spielfilm)
- 1982: Vietnam Requiem (Regie, Produktion)
- 1983: Twice Upon a Time (Produktion, Drehbuch)
- 1987: Dear America – Briefe aus Vietnam (Dear America: Letters Home from Vietnam) (Regie, Produktion, Drehbuch)
- 1989: Common Threads: Stories from the Quilt (Produktion)
- 1991: Memorial: Letters from American Soldiers (Regie, Produktion)
- 1992: Earth and the American Dream (Regie, Produktion, Drehbuch)
- 1994: Loyalty & Betrayal: The Story of the American Mob (Herstellungsleiter)
- 1995: Ed – Die affenstarke Sportskanone (Ed) (Spielfilm. Regie, Herstellungsleitung)
- 2001: A Place at the Table (Herstellungsleitung)
- 2002: Mighty Times: The Legacy of Rosa Parks (Herstellungsleitung)
- 2002: The West Wing Documentary Special (Regie, Drehbuch)
- 2004: Last Letters Home: Voices of American Troops from the Battlefields of Iraq (Regie, Produktion)
- 2005: Into the Fire (Regie, Drehbuch)
- 2006: Boffo! Tinseltown’s Bombs and Blockbusters (Regie, Produktion, Drehbuch)
- 2009: The Alzheimer’s Project (Regie, Produktion; eine Episode)
- 2010: 30 for 30: Guru of Go (Regie, Produktion)
- 2011: Thumbs (Regie)
- 2013: Letters to Jackie: Remembering President Kennedy (Produktion)
- 2016–2019: Saving Eden from the Sixth Extinction (Regie)